# Lylat Wars
 (mai 2024).
Lylat Wars, aussi connu sous le nom de Star Fox 64 (スターフォックス64, Sutā Fokkusu Rokujūyon) aux États-Unis, est le second jeu de la série de Nintendo Star Fox, succédant ainsi à Star Wing. Il a été édité pour la Nintendo 64 en 1997 et plus tard, en 2003, a été porté en chinois pour la console iQue Player.
En Europe, le nom  Star Fox n'a pu être utilisé comme titre pour le jeu, en raison d'un dépôt de marque non acquis par Nintendo. Un problème déjà rencontré lors de la sortie du précédent épisode. Mais en 2001, l'acquisition de la marque par Nintendo en permettra l'utilisation sur les épisodes suivants, notamment le remake Star Fox 64 3D sur Nintendo 3DS.
C'est le premier jeu de la Nintendo 64 à disposer du système de la vibration grâce au Rumble Pak.

## Synopsis
Andross, savant fou maléfique extradé sur la lointaine planète Venom, est en passe de dominer le système solaire de Lylat et de soumettre la planète Corneria à ses noirs desseins. Le Général Pepper fait alors appel à l'équipe des mercenaires de Star Fox, dirigée par Fox McCloud, fils de James McCloud, ancien chef de Star Fox. James McCloud fut trahi par un ancien membre de l'équipe, Pigma Dengar, qui le livra à Andross.
Le jeu s'inspire sur certains aspects de Star Wars, voire le parodie :
- le nom des appareils, Arwing, s'inspire du nom des X-Wings (phonétiquement, R se dit « are » en anglais, d'où R-Wing) ;
- le Robot « Rob64 » qui guide et gère le vaisseau mère « Great Fox » joue un rôle similaire à R2-D2 ; et il ressemble à C-3PO
- la voix du père de Fox qui guide ce dernier rappelle les conseils d'Obi-Wan Kenobi, lorsque Luke s'apprête à détruire la première Étoile de la mort ;
- l'explosion du robot ou de l'arme biologique d'Andross et la manière dont le vaisseau de Fox effectue un demi-looping pour échapper à l'explosion ressemble à la destruction de la seconde Étoile de la mort, par le vaisseau d'Han Solo ;
- lors de la scène finale du jeu vidéo, Fox et ses acolytes sont accueillis par le général Pepper et l'armée cornérienne dans une scène semblable à celle qui achève le film Un nouvel espoir ;
- le titre du jeu Lylat Wars est une évidente référence à Star Wars.

Le jeu parodie aussi le film Independance Day :
- sur Katina, le vaisseau-mère ennemi et les vaisseaux mineurs ennemis ressemblent à ceux du film. L'arme principale du vaisseau mère est également directement inspirée du film ;
- sur Bolse, les boucliers de protection des vaisseaux ennemis ressemblent à ceux des vaisseaux ennemis du film.

## Système de jeu
En jouant en mode aventure, le joueur incarne Fox. Les missions qui jalonnent l'aventure se terminent généralement par l'affrontement d'un boss de fin de niveau, la difficulté augmentant au fur et à mesure que l'on se rapproche de Venom, bastion du boss final.
On remarquera plusieurs aspects compte tenu de l'environnement dans lequel on se trouve.
La puissance du boost (capacité à freiner ou accélérer) de l'Arwing (nom de l'appareil utilisé par Fox) dépend d'une présence d'atmosphère. Si la mission a lieu sur une planète (c'est le cas par exemple sur Corneria, Katina, Fortuna, Solar, Zoness, Bolse ou Venom) la flamme du réacteur de l'avion est alors de couleur rose et le boost est capable de lancer une accélération beaucoup plus puissante et longue que dans l'espace. L'accomplissement d'un looping n'utilise ainsi pas toute la barre d'énergie du boost alors que c'est le cas dans l'espace. La flamme vire au bleu dans ces missions spatiales.
Parmi tous les boss qu'il vous faudra vaincre, certains combats auront lieu dans le type « all-range mode » ou « mode combat ciblé », c'est-à-dire qu'il y est possible de se mouvoir sur tout le terrain pour l'affrontement, tandis que d'autres se dérouleront sur un chemin prédéfini. Ce genre de combat a lieu par exemple à Cornéria ou à Fortuna et Katina.
Voici les Parcours des Planètes par Difficulté :
- EASY : Cornéria, Meteo, Fichina, Secteur X, Titania, Bolse
- NORMAL : Katina, Solar, Macbeth
- HARD : Secteur Y, Aqua, Zoness, Secteur Z, Zone 6, Venom

## Personnages
Les quatre membres de Star Fox sont :
- Fox McCloud (Voix : Mike West): le renard, personnage principal du jeu et leader de l'équipe Star Fox. Le joueur pilote son vaisseau. Sa couleur associée est le jaune et son élément est le feu.
- Falco Lombardi (Voix : Bill Johns): le faucon, as du pilotage au fort caractère, il ne se prive pas de le rappeler. Sa couleur associée est le bleu et son élément est l'air. Mais égallement, Falco déteste Katt Monroe
- Slippy Toad (Voix : Lyssa Browne): la grenouille, qui visualise la structure des Boss. Technicien de l'équipe, il est piètre pilote et demande souvent qu'on lui vienne en aide. Sa couleur associée est le vert et son élément est l'eau.
- Peppy Hare (Voix : Rick May): le lièvre, seul survivant de l'ancienne équipe Star Fox. En tant qu'ancien il vous rappelle certaines commandes, dont le fameux « tonneau », devenu culte (« Do a barrel roll »). Sa couleur associée est le rouge et son élément est la terre.

Les quatre membres de Star Wolf sont :
- Wolf O'Donnell (Voix : Jock Blaney): un loup, rival de longue date de Fox.
- Pigma Dengar (Voix : David Frederick White): un cochon, ancien membre de l'équipe Star Fox qu'il a trahie, il s'attaque donc à Peppy son ancien coéquipier.
- Andrew Oikonny (Voix : Bill Johns): un singe, neveu d'Andross. En tant que nouveau dans l'équipe Star Wolf il s'attaque à Slippy, moins expérimenté.
- Leon Powalski (Voix : Ja Green): un lézard-caméléon, il est rival de Falco.

Mais aussi :
- Général Pepper (Voix : David Frederick White): un chien, chef d'état-major de l'armée de Corneria, il requiert l'aide de l'équipe Star Fox. Il fait un briefing avec Fox avant chaque mission.
- Rob 64 (Voix : David Frederick White):  Robot dirigeant le Great Fox, vaisseau mère de Star Fox. Il envoie quelques objets à Fox durant ses missions afin de lui venir en aide, et peut même dans certaines missions appuyer l'équipe Star Fox avec son artillerie principale.
- Bill Grey (Voix : Jock Blaney): un bulldog, ami d'enfance de Fox et commandant d'une unité de l'armée cornérienne, il est soutenu par Star Fox sur Katina et revient aider l'équipe sur Solar ou le Secteur X (selon la destination prise par le joueur).
- Katt Monroe (Voix : Lyssa Browne): une chatte, également pilote, elle aide Star Fox sur Zoness puis revient sur Macbeth ou le Secteur Z (selon la destination prise par le joueur). Connaissance de Falco, elle a un faible pour lui.
- Andross (Voix : Rick May) : un singe, boss final du jeu, il souhaite mettre le système de Lylat sous son contrôle. Il serait apparemment l'assassin du père de Fox, James McCloud.
- James McCloud (Voix : Mike West) : leader de la précédente équipe Star Fox, il a été trahi par un de ses membres, Pigma Dengar, ce qui provoqua sa capture par Andross. Ne donnant plus signe de vie, son fils Fox prit la suite.
- Caïman (Voix: Bill Johns): L'un des opérateurs du système de défense de Venom, au service d'Andross.

## Niveaux
L'aventure se déroule dans 3 nébuleuses, 1 champ d'astéroïdes, 1 zone spatiale de combat, 1 soleil, 1 satellite de défense et sur 8 planètes. Deux "warp zones" se dissimulent dans le jeu.
Le jeu débute  toujours sur Corneria et se termine forcément sur Venom 1 ou 2.
En fonction des résultats du joueur, différentes routes s'offrent à lui. Si la mission a été réussie, l'inscription "Mission accomplie" apparaît à la fin de celle-ci. Dans le cas contraire, c'est l'inscription "Fin de mission" qui s'affiche.
Cinq des niveaux du jeu sont à embranchement simple, et ne peuvent donc d'achever que par une mission accomplie (Solar, Aqua, Titania, Bolse, Zone 6), huit sont à embranchement double (Corneria, Secteur Y, Secteur Z, Fichina, Macbeth, Katina, Météo, Zoness), et un seul est à embranchement triple (Secteur X)
Lorsque le joueur accomplit la mission, il peut choisir de changer de route sur la carte et se diriger vers le lieu qu'il aurait atteint s'il n'avait que fini la mission, sans l'accomplir. En revanche, l'inverse n'est pas possible.
Il existe ainsi 23 routes différentes qu'il est possible d'emprunter.
|   | 1         | 2         | 3         | 4         | 5         | 6        | 7        | 8         | 9         | 10        | 11        | 12        | 13       | 14        | 15        | 16        | 17        | 18        | 19        | 20        | 21        | 22        | 23        |
| - | --------- | --------- | --------- | --------- | --------- | -------- | -------- | --------- | --------- | --------- | --------- | --------- | -------- | --------- | --------- | --------- | --------- | --------- | --------- | --------- | --------- | --------- | --------- |
| 1 | Corneria  | Corneria  | Corneria  | Corneria  | Corneria  | Corneria | Corneria | Corneria  | Corneria  | Corneria  | Corneria  | Corneria  | Corneria | Corneria  | Corneria  | Corneria  | Corneria  | Corneria  | Corneria  | Corneria  | Corneria  | Corneria  | Corneria  |
| 2 | Météo     | Météo     | Météo     | Météo     | Météo     | Météo    | Météo    | Météo     | Météo     | Météo     | Météo     | Météo     | Météo    | Secteur Y | Secteur Y | Secteur Y | Secteur Y | Secteur Y | Secteur Y | Secteur Y | Secteur Y | Secteur Y | Secteur Y |
| 3 | Fichina   | Fichina   | Fichina   | Fichina   | Fichina   | Fichina  | Fichina  | Katina    | Katina    | Katina    | Katina    | Katina    | Katina   | Katina    | Katina    | Katina    | Katina    | Katina    | Katina    | Aquas     | Aquas     | Aquas     | Aquas     |
| 4 | Secteur X | Secteur X | Secteur X | Secteur X | Secteur X | Solar    | Solar    | Secteur X | Secteur X | Secteur X | Secteur X | Secteur X | Solar    | Secteur X | Secteur X | Secteur X | Secteur X | Solar     | Solar     | Zoness    | Zoness    | Zoness    | Zoness    |
| 5 | Titania   | Macbeth   | Macbeth   | Secteur Z | Secteur Z | Macbeth  | Macbeth  | Titania   | Macbeth   | Macbeth   | Zone Z    | Zone Z    | Macbeth  | Titania   | Macbeth   | Secteur Z | Secteur Z | Macbeth   | Macbeth   | Macbeth   | Macbeth   | Secteur Z | Secteur Z |
| 6 | Bolse     | Bolse     | Zone 6    | Bolse     | Zone 6    | Bolse    | Zone 6   | Bolse     | Bolse     | Zone 6    | Bolse     | Zone 6    | Bolse    | Bolse     | Bolse     | Bolse     | Zone 6    | Zone 6    | Bolse     | Zone 6    | Bolse     | Zone 6    | Bolse     |
| 7 | Venom     | Venom     | Venom2    | Venom     | Venom2    | Venom    | Venom2   | Venom     | Venom     | Venom2    | Venom     | Venom2    | Venom    | Venom     | Venom     | Venom     | Venom2    | Venom2    | Venom     | Venom2    | Venom     | Venom2    | Venom     |

1er niveau:
Corneria ;  ancienne base militaire ; entrée de Star Fox: Appelés en renfort par le Général Pepper et l'armée cornérienne, Star Fox fait son entrée dans ce premier niveau. Planète semblable à la Terre, Corneria a été envahie par les robots du savant Andross. Après avoir procédé aux vérifications techniques d'usage, Fox et ses coéquipiers se lancent à l'assaut des forces ennemies. En plus d'éliminer les forces adverse, Fox doit sauver ses coéquipiers pris en chasse par l'ennemi. Selon que Fox parvient ou non à sauver ses coéquipiers, il sera dirigé vers un des deux boss du niveau. sa destruction termine le niveau.
Le premier boss, nommé "Granga", est un robot bipède, dispose d'un point faible sur son dos. La façon la plus simple et rapide de l'éliminer et de lui tirer dans les jambes et de l'achever en tirant sur son dos, ainsi vous passerez au 2e niveau (Météo)
Le deuxième boss, est un vaisseau (visible au niveau de la cascade). Afin de pouvoir l'affronter, vous devrez sauver Falco de ses poursuivants, une fois cela fait, vous devrez traverser les structures en pierre sur l'eau, Falco vous diras alors "Belle manœuvre, Fox." et "Suis moi, Fox !", ainsi vous pourrez traverser la cascade sans problème. Cette fois ci, ce boss détient 3 points faibles. Comme avec "Granga", il va falloir tirer sur ses points faibles qui sont les portes de sortie des minis-vaisseaux. Une fois le boss éliminé, vous pourrez désormais passer au niveau suivant (Secteur Y)
2e niveau:
Météo, champ d'astéroïdes : Star Fox s'enfonce dans une ceinture d'astéroïdes. Après avoir franchi une première barrière de cailloux spatiaux, Fox doit faire face à une première vague ennemie puis éviter des astéroïdes plus gros. Devant encore une fois sauver ses coéquipiers, Fox peut emprunter une "Warp Zone" qui le mène à une unité d'élite. Si Fox ne parvient pas à accéder à la Warp Zone, il doit affronter le boss du niveau.
Secteur Y, Mêlée féroce : Star Fox débarque dans une mêlée spatiale chaotique pour appuyer l'armée cornérienne. Après avoir détruit plusieurs vagues ennemies et sauvé Slippy, Fox doit venir à bout de deux robots spatiaux améliorés, suivi du boss dont la destruction termine le niveau…
3e niveau:
Fichina, Entrée de Star Wolf : Débarquant sur la planète, Fox et son équipe cueillent littéralement les vaisseaux ennemis qui sortent d'une base amie située au centre de la carte. Alors que Rob64 vient d'annoncer qu'une bombe se prépare à faire sauter ladite base, l'équipe Star Wolf et ses Wolfen I passent à l'attaque mais sont repoussés par Fox qui désamorce ensuite la bombe.
Katina, Retrouvailles : Retrouvant un vieil ami, Bill Grey, Fox doit défendre la principale base militaire contre une série de vaisseaux ennemis venus attaquer la planète Katina. Après avoir repoussé cette première vague, le vaisseau mère débarque, inonde la zone de vaisseaux ennemis et s'apprête a faire sauter la base; sa destruction sauvant la base et terminant le niveau.
Aquas, Planète océan ; terreur sous-marine : Devant détruire l'arme biologique d'Andross, Fox se retrouve aux commandes d'un sous-marin immergé dans un immense océan recouvrant la planète tout entière. Ses coéquipiers étant restés à bord du Great Fox, c'est seul que Fox affronter les forces sous-marines du savant fou, avant de se retrouver face à l'arme biologique dont la destruction marque la fin du niveau.
4e niveau:
Secteur X, Mystère de la base spatiale : Après l'échec de la mission précédente, Star Fox est contraint de s'occuper d'une mystérieuse "arme secrète" conçue par Andross. Réduisant plusieurs hordes de vaisseaux nombreux  en charpie, Fox doit également appuyer Peppy avant de faire face au boss. Si fox tarde trop a détruire le boss, ce dernier frappe l'Arwing de Slippy et l'expédie sur la planète Titania
Solar, La Poêle à frire : la mission précédente étant un succès, Star Fox coupe par l'étoile du système de Lylat afin de gagner du temps. Outre les forces ennemies, Fox doit faire attention aux éruptions solaires qui risquent d'endommager son Arwing, avant de faire face au boss. Comme d'habitude, l'élimination de ce dernier achève le niveau.
Zoness, Planète toxique ; l'après invasion : Ayant réussi sa mission sous-marine, Fox reprend les commandes de son Arwing et débarque avec ses coéquipiers sur une planète contaminée recouverte d'un océan verdâtre. Au cours de son affrontement avec les forces d'Andross, l'équipe Star Fox reçoit l'aide inattendue de Kate Monroe, ancienne petite amie de Falco. La destruction du boss permet de compléter le niveau. À l'issue de ce niveau, vous aurez 2 possibilités, aller à Macbeth ou le Secteur Z. Pour aller au Secteur Z, il va falloir détruire tout les spots sans se faire repérer par ces derniers. Autrement vous finirez à Macbeth.
5e niveau:
Titania ; à la recherche de Slippy : Si Fox a trop tardé à abattre le boss du niveau précédent, l'équipe vient chercher Slippy sur la planète Titania. Au lieu de piloter son Arwing, Fox se retrouve à conduire un tank pour faire face aux troupes terrestres ennemies. Au cours du combat contre les forces d'Andross, Fox retrouve son coéquipier entre les griffes du boss du niveau. Après sa destruction, l'équipe Star Fox au grand complet se dirige vers un satellite de défense.
Macbeth : Dépôt de munition ennemi : le train éternel : Niveau terrestre, l'équipe Star Fox tente de porter un coup à l'ennemi en détruisant sa base de la planète Macbeth. Fox doit détruire un par un les wagons d'un train de munition et tirer sur un ensemble de huit interrupteurs afin de modifier la trajectoire du train qui, emporté dans son élan, va s'écraser à vitesse maximale contre la raffinerie, entrainant une réaction en chaîne qui pulvérise la base tout entière.
Secteur Z : Great-Fox attaqué ! : Pour ce niveau, plutôt que de s'en prendre directement à l'équipe Star Fox, Andross a décidé de prendre pour cible le vaisseau-mère de l'équipe, le Great Fox à l'aide de six missiles, que Fox doit détruire en plus des vaisseaux ennemi. Si Star Fox vient de la planète Zoness, Kat vient appuyer l'équipe. Toutefois, si vous ne parvenez pas à stopper les missiles, vous irez à Bolse. Autrement si vous parvenez à stopper les missiles, vous irez à la Zone 6
6e niveau:
Bolse : Satellite de défense : la dernière mission : L'équipe est chargée de détruire un satellite de défense supposé garder l'entrée de la planète Venom. Pour ce faire, Star Fox doit détruire le bouclier d'énergie qui protège l'unité centrale dudit satellite. Une fois celui-ci détruit, la zone est envahie de vaisseaux ennemis, auxquels vient s'ajouter Star Wolf s'ils n'ont pas été vaincus sur Fortuna. La destruction de l'unité centrale entraine celle du satellite et termine le niveau.
Zone 6 : Zone de défense ; ça passe au ça casse ! La Zone 6 est une zone où réside l'armée d'Andross. C'est un niveau avec plus d'ennemis que d'habitude; mais par contre, on reçoit le soutien du Great Fox, qui élimine les vaisseaux capitaux ennemis avec son artillerie principale. Une fois le boss battu on se rend sur Venom.
7e niveau:
Venom 1 : Si l'on vient sur Venom de Bolse, alors Venom sera comme un niveau normal où il faudra à la fin affronter le Golmech (mélange de Golem et Mécanique) qui est un robot humanoïde, vous deverez tirer sur son armure et sur lui. Et ensuite, Andross de cette façon : Détruire ses mains puis ses yeux et enfin sa tête sans peau... qui se révèle n'être qu'un robot.
Venom 2 : Si l'on vient sur Venom de la Zone 6, on doit affronter Star Wolf même si on les avait déjà vaincus sur Fortuna. Une fois Star Wolf vaincu, Fox part seul contre Andross qu'il faut éliminer comme ceci : détruire ses mains, puis ses yeux. Après il prend une forme sans peau où il lance ses yeux pour toucher Fox, notre personnage doit les détruire et détruire ensuite le cervelet d'Andross. Vaincu, celui-ci s'autodétruit dans une ultime tentative d'emporter Fox dans la mort. C'est alors que James McCloud, le père de Fox, apparait et le guide ensuite vers la sortie. En fait, il s'agit d'une matérialisation temporaire des instincts du renard, une sorte d'allégorie de l'espoir et de la persévérance. Cela lui permet de choisir la direction correcte et de survivre à l'explosion.

## Médailles
Il est possible de gagner une médaille par niveau, mais pour cela il faut comptabiliser un certain nombre d'ennemis abattus, cependant il faut que l'ensemble des coéquipiers soient en jeu jusqu'à la fin du niveau 
De plus lorsque l'on obtient la médaille sur Venom, on débloque le Landmaster (tank) en mode multijoueur.
Une fois toutes les médailles obtenues on peut recommencer l'aventure en mode expert, les niveaux ont plus d'ennemis, sont donc un peu plus durs mais le nombre de points à réaliser pour obtenir une médaille ne varie pas. En revanche, l'appareil devient plus fragile (le moindre impact avec un élément du décor ou autre vaisseau provoque la perte d'une aile) et les ennemis visent bien mieux lorsqu'ils attaquent.
Si l'on obtient la médaille de Venom en mode expert, on peut jouer les personnages à pied en mode multijoueur, ils sont alors armés d'un lance-roquette et ne sont quasiment plus visibles sur le radar, par contre ils sont beaucoup plus faibles et se déplacent très lentement.

## Anecdotes
Si, dans le dernier niveau du jeu, Fox décide de ne pas regarder la direction indiquée par son père, mais s'en remet uniquement à la chance, il dispose de 1/64 chance de trouver la sortie. Le chiffre de 64 est une évidente allusion à celui de la console.

## Équipe de développement
- Producteur : Shigeru Miyamoto
- Réalisateur : Takao Shimizu
- Réalisateur artistique : Takaya Imamura
- Chef programmeur : Kazuaki Morita
- Compositeurs son : Koji Kondo, Hajimi Wakai
- Scénariste : Mitsuhiro Takano
- Doublage : Mike West, Rick May, Lyssa Browne, Jock Blaney, David Frederick White, J. Green, Bill Johns, James Cissel

## Réédition sur Nintendo 3DS
Titré Star Fox 64 3D (スターフォックス64 3D, Sutā Fokkusu Rokujūyon Surīdī), cette réédition est sortie le 9 septembre 2011 sur la console portable Nintendo 3DS. Le portage est développé par Q-Games en collaboration avec Nintendo EAD.
Cette version possède un doublage français :
- Martial Le Minoux : Fox McCloud / Andrew Oikonny
- Marie Zidi : Slippy Toad / Katt Monroe
- Patrick Delage : Falco Lombardi / Peppy Hare
- Michel Elias : Narrateur / Général Pepper / Wolf O'Donnell / Andross